# Свети Јурај у Трњу
Свети Јурај у Трњу је насељено место у саставу општине Доњи Краљевец у Међимурској жупанији, Хрватска. До територијалне реорганизације у Хрватској налазио се у саставу старе општине Чаковец.

## Становништво
На попису становништва 2011. године, Свети Јурај у Трњу је имао 300 становника.

## Попис1991.
На попису становништва 1991. године, насељено место Свети Јурај у Трњу је имало 320 становника, следећег националног састава:
| Попис 1991.‍ | Попис 1991.‍ | Попис 1991.‍ | Попис 1991.‍ | Попис 1991.‍ |
| ----------- | ----------- | ----------- | ----------- | ----------- |
|             |             |             |             |             |
| Хрвати      | Хрвати      |             | 312         | 97,50%      |
| Срби        | Срби        |             | 3           | 0,93%       |
| непознато   | непознато   |             | 5           | 1,56%       |
| укупно: 320 |             |             |             |             |